# Yrke: Reporter
Yrke: Reporter är en italiensk dramafilm från 1975 i regi av Michelangelo Antonioni, som även skrivit filmens manus tillsammans med Mark Peploe och Peter Wollen.

## Handling
Filmen handlar om en reporter som byter identitet med en död man.

## Rollista
| Jack Nicholson    | – David Locke     |
| Maria Schneider   | – flicka          |
| Steven Berkoff    | – Stephen         |
| Ian Hendry        | – Martin Knight   |
| Jenny Runacre     | – Rachel Locke    |
| Ambroise Bia      | – Achebe          |
| Charles Mulvehill | – David Robertson |